# Хокесин (Делавер)
Хокесин (енгл. Hockessin) насељено је место без административног статуса у америчкој савезној држави Делавер.

## Демографија
По попису из 2010. године број становника је 13.527, што је 625 (4,8%) становника више него 2000. године.
| Група             | 2000.          | 2010.          |
| Белци             | 11.280 (87,4%) | 11.232 (83,0%) |
| Афроамериканци    | 342 (2,7%)     | 396 (2,9%)     |
| Азијати           | 924 (7,2%)     | 1.297 (9,6%)   |
| Хиспаноамериканци | 257 (2,0%)     | 400 (3,0%)     |
| Укупно            | 12.902         | 13.527         |